# Antoine Lavoisier
Antoine Laurent de Lavoisier (26 tháng 8 năm 1743 - 8 tháng 5 năm 1794) là nhà hóa học người Pháp, người tìm ra định luật bảo toàn khối lượng và đề ra lý thuyết về sự oxy hóa các chất năm 1777, phản bác lại thuyết nhiên tố do Georg Ernst Stahl đề xuất đã rất phổ biến từ trước đó. Ông bị xử tử năm 1794 vì bị nghi ngờ có dính dáng đến hoạt động của giới quý tộc.

## Thời thơ ấu
Lavoisier sinh tại Paris, mẹ ông mất khi ông mới được 5 tuổi. Ông theo học trường trung học Mazarin từ năm 1754 đến năm 1761. Từ năm 1761 đến năm 1763, ông học luật tại Đại học Paris và ông nhận bằng cử nhân luật năm 1763. Trong khoảng thời gian này, ông cũng đã thể hiện tài năng về những môn khoa học tự nhiên của mình. Ông đã cống hiến hết sức lực và niềm đam mê của mình cho môn hóa học với việc ông muốn giành được học bổng lớn hồi bấy giờ là học bổng Étienne Condillac. Công trình hóa học đầu tiên của ông hoàn thành năm 1764. Ở tuổi 25, ông được xem là một người có rất nhiều triển vọng trong tương lai với tinh thần học hỏi và một trí tuệ tuyệt vời.

## Thuyết oxy hóa của Lavoiser và sự sụp đổ của thuyết nhiên tố

Bộ dụng cụ thí nghiệm của Lavoisier

Trước thế kỷ 18, hóa học bị chi phối bởi thuyết nhiên tố (phlogiston) của Georg Ernst Stahl và Johann Joachim Becher, tất cả các phản ứng đều được giải thích theo thuyết nhiên tố và tuy nó bộc lộ rất nhiều sơ hở và mâu thuẫn nhưng vẫn được chấp nhận vì vẫn chưa có lý thuyết nào thay thế được nó. Cho đến giữa thế kỷ 18 đã xuất hiện những đòn công kích thuyết nhiên tố trong đó có nhà bác học Nga Mikhail Vasilyevich Lomonosov nhưng ông mới chỉ cho thấy những mâu thuẫn của thuyết này mà chưa giải thích được tại sao lại có các mâu thuẫn đó nhưng nó đã làm cho thuyết nhiên tố không còn đứng vững như trước nữa. Và cuối cùng vào năm 1774, Lavoisier khi làm thí nghiệm đốt nóng kim loại trong bình kín đã có một phát hiện mới vô cùng quan trọng đó là khi biến thành một chất khác, kim loại đã hấp thu một trọng lượng gần bằng 1/5 không khí trong bình. Từ đó, ông đã đi đến kết luận rằng trong quá trình biến đổi hóa học, kim loại đã hấp thu một thành phần nào đó của không khí mà thành phần đó bằng đúng 1/5 trọng lượng không khí chứ không hề có chất gì gọi là nhiên tố cả. Và chính thí nghiệm trên của Lavoisier đã chứng minh được rằng sự cháy là sự kết hợp của kim loại và một thành phần của không khí mà về sau ông gọi là oxy. Năm 1777, ông đề ra thuyết oxy hóa và tuy bị một số người phản đối thế nhưng đã lôi kéo được nhiều nhà khoa học lớn trong đó có Claude Louis Berthollet, người nhờ 17 công trình khoa học về thuyết nhiên tố mà đã được bầu vào Viện Hàn lâm Khoa học Paris.

## Các công trình khoa học khác của ông

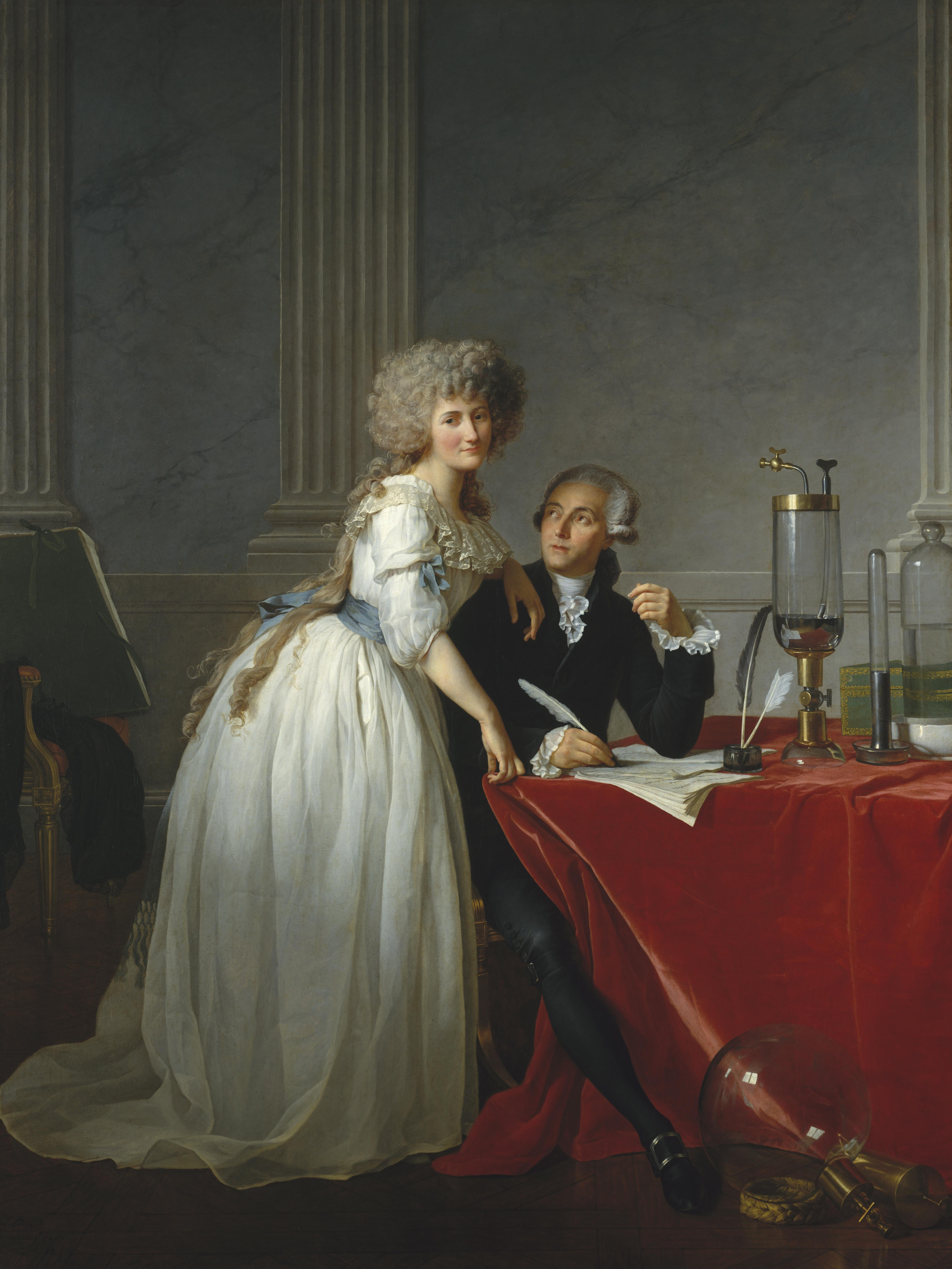
Lavoisier và vợ, tranh Jacques-Louis David, Metropolitan Museum of Art

Trong khoảng thời gian từ 1778 đến năm 1782, ông trực tiếp phụ trách xưởng chế tạo thuốc súng nghiên cứu nông nghiệp và đưa ra nhiều cải tiến có giá trị. Năm 1782, ông cùng một số nhà hóa học nổi tiếng khác định ra quy tắc thống nhất về cách gọi tên các hợp chất hóa học đặt nền móng cho sự phân loại các chất. Toàn bộ những công trình trên của ông đã khiến cho thuyết nhiên tố tồn tại nhiều thế kỷ qua sụp đổ.
Để tổng kết các công trình của mình, năm 1789 Lavoisier đã xuất bản cuốn sách Traité Élémentaire de Chimie (Các biến đổi của hóa học) với những hình vẽ tuyệt vời do vợ ông minh họa. Cuốn sách gây chấn động thế giới và lập tức được dịch ra nhiều thứ tiếng như tiếng Anh, tiếng Đức, tiếng Hà Lan, tiếng Tây Ban Nha, tiếng Ý,... Chỉ 2 năm sau khi cuốn sách ra đời, người đứng đầu thuyết nhiên tố là Richard Kirwan đã đầu hàng vô điều kiện.

## Qua đời

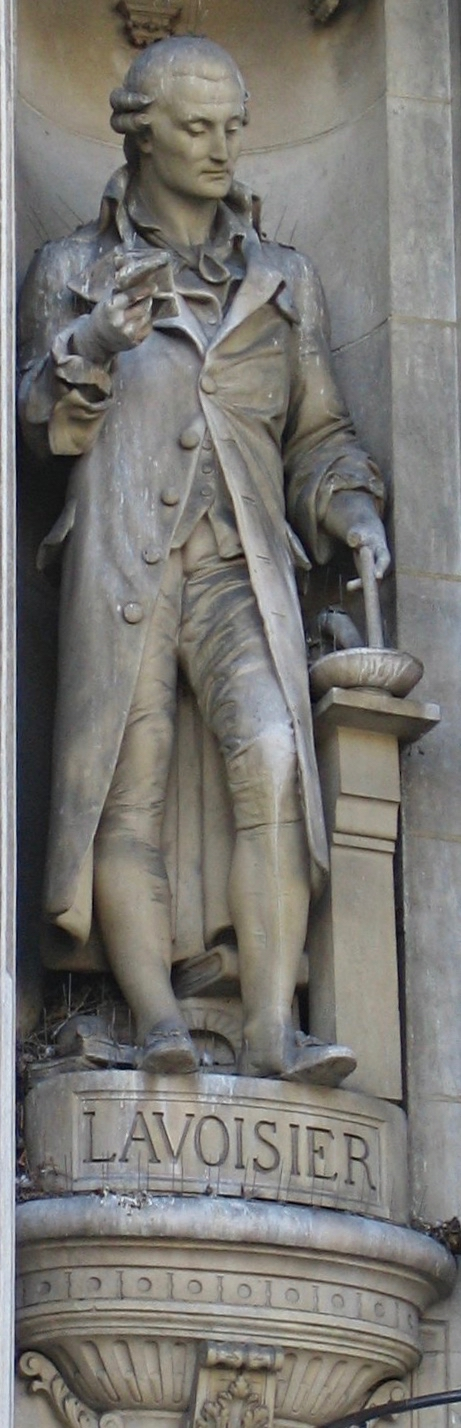
Tượng Lavoisier ở Tòa thị chính Paris

Cuộc cách mạng hóa học vào cuối thế kỷ 18 đã hoàn tất. Trong lúc đó, tình hình xã hội Pháp trải qua nhiều biến động mà đỉnh điểm là cuộc Cách mạng Pháp năm 1789. Lavoisier với những hoạt động chính trị và kinh doanh liên quan đến giới quý tộc như tham gia đầu tư, quản trị của công ty thu thuế cá nhân Ferme Générale; chủ tịch uỷ ban của Discount Bank (sau đổi tên thành Banque de France); và là một thành viên giàu quyền lực trong một số hội đồng quản trị quý tộc khác và nhất là việc ông trở thành một chuyên viên thu thuế đã khiến ông trở thành một đối tượng của cách mạng. Người tham gia kết tội ông là Antoine Fouqier-Tinville, ủy viên công tố của phái Jacobin dựa trên những lời kết tội của một nhà khoa học khác là Jean-Paul Marat, một người có nhiều mâu thuẫn với Lavoisier.  nhưng ông vẫn bị đem ra xét xử vào ngày 8 tháng 5 năm 1794 và bị kết án tử hình. Trước khi bị xử tử, ông đã xin phép được hoàn thành nốt một thí nghiệm quan trọng nhưng quan tòa nói rằng: "Nền cộng hòa không cần các nhà khoa học hay hóa học..." và ông bị xử tử ngay chiều hôm đó. Nhà toán học Joseph Louis Lagrange, một trong những người bạn của ông, đã phát biểu: "Chỉ trong phút chốc người ta chặt cái đầu của Lavoisier nhưng nước Pháp trong một trăm năm nữa cũng không thể tìm đâu được một cái đầu như thế!". Hai tháng sau, Robespierre bị lật đổ và hành quyết còn Fouquier-Tinville cũng bị lên máy chém một năm sau đó.